# Unterwegs in Nikaragua
Unterwegs in Nikaragua mit dem Untertitel Eine filmische Reisebeschreibung für Kinder ist ein Dokumentarfilm des DEFA-Studios für Dokumentarfilme von Petra Tschörtner aus dem Jahr 1987.

## Handlung
Der Film erzählt in drei Episoden über den Alltag von Kindern in Nicaragua. Im Dezember 1986 fährt das Filmteam durch das mittelamerikanische Land in der Nähe des Äquators, also in den Tropen. Im Jahr 1979 fand hier die sandinistische Volksrevolution statt. Im Dezember ist es Sommer in dem Land und die überwiegend katholischen Bewohner feiern Weihnachten.
Auf der Straße zwischen Jinotega und der Grenze im Norden liegt der Bauernhof der Familie Garcia. Der Vater stellt diese vor und berichtet, wie sein Tag verläuft. Er steht um fünf Uhr auf, trinkt einen Kaffee, nimmt seine Machete und geht auf das Feld, wo er bis zum Nachmittag bleibt. Das größte Problem auf dem Lande ist, etwas zu essen zu besorgen, so dass es manchmal nicht für alle Familienmitglieder ausreicht. Die zehnjährige Marina muss bereits mitarbeiten, sie wäscht die Wäsche und hilft hauptsächlich in der Küche. Die Arbeit macht ihr Spaß, da es ihr gefällt, den Eltern zu helfen. Spielzeug besitzt sie keines, aber ein Kartenspiel, womit sie sich am Sonntag mit ihren drei Geschwistern beschäftigen kann. Die Bauern in dieser Gegend bauen in erster Linie Rote Bohnen und Mais an. Überall auf den Feldern sieht man Kinder, die ihren Eltern helfen müssen. In die Schule können sie nicht gehen, da es hier sehr wenige davon gibt. Für die Familie ist es ein Glück, dass sie an einem See wohnt, denn eine Wasserleitung gibt es noch nicht.
Am nächsten Morgen geht es weiter nach Süden, mehr in das Landesinnere, in die kleine Stadt Masaya. Dort auf dem Markt gibt es sehr viel zu kaufen, was auch in Nicaragua geerntet wird, jedoch haben die meisten Menschen zu wenig Geld, um sich das leisten zu können. Auf dem Markt fielen dem Filmteam die zwei lustigen Mädchen Jeanette und Liesbeth auf, die selbst hergestellte Sombreros verkaufen, die man bei Temperaturen von über 45 Grad Celsius gut gebrauchen kann. Von dem verdienten Geld kaufen sie etwas Obst und Gemüse ein. Sonst gehen die beiden Mädchen zur Schule, doch jetzt sind Sommerferien, die von Dezember bis März dauern. Dann geht es zu ihnen nach Hause. Es ist der 24. Dezember und zur Feier des Tages wird eine Ente geschlachtet, ein Essen, was sich die Familie das gesamte übrige Jahr nicht leisten kann. In der Familie von Jeanette und Liesbeth leben 19 Personen, 12 Kinder und 7 Erwachsene. Die Eltern von Liesbeth sind vor 10 Jahren von den Leuten Somozas ermordet worden, deshalb lebt sie jetzt bei ihrer Cousine Jeanette. Jeanette erzählt noch, dass sie die Hüte seit etwa vier Jahren herstellt und ein Hut in etwa einer halben Stunde fertig ist. Im Verkauf kostet er 1500 Córdoba Oro, was etwa dem Preis von drei Flaschen Cola entspricht. Zum Abschluss singen die beiden Mädchen noch ein Weihnachtslied für das Filmteam.
Nun geht es noch einmal in Richtung Norden in die Provinz Matagalpa und zwar auf die Kaffeeplantage San Antonio. Dort lebt Maria mit ihren eigenen drei Kindern und einem angenommenen, welches keine Eltern mehr hat. Sie ist 28 Jahre alt und pflückt seit fünf Jahren Kaffee, ihr Mann wurde im Kampf gegen die Contras getötet. Bernardo, der große Junge, muss bereits beim Kaffeepflücken helfen, während seine kleinen Geschwister in einen Kindergarten gehen, den es vor der Revolution nicht gab. Maria erzählt, dass sie den ganzen Tag arbeiten müssen, um etwas zu essen zu haben, und dazu kommt dann der Krieg, der alles noch verschlimmert. Manchmal kommen auch Milizionäre aus der Hauptstadt, um bei der Ernte zu helfen. Sie kommen mit Gewehren, da es an der Grenze zu Honduras immer noch zu Kämpfen mit den Contras kommt. San Antonio ist die letzte Station dieser Reise.

## Produktion und Veröffentlichung
Die erste nachweisbare Aufführung des auf ORWO-Color gedrehten Films fand am 10. Dezember 1987 in der Reihe Angebote im Berliner Kino Babylon statt. Im Fernsehen der DDR wurde der Film das erste Mal am 19. Juli 1989 im 1. Programm gezeigt.

## Auszeichnungen
- 1989: Kinderfilmfestival Goldener Spatz: Sonderpreis des Verbandes der Film- und Fernsehschaffenden[3]